# Валеноваць
45°30′ пн. ш. 17°58′ сх. д. / 45.50° пн. ш. 17.97° сх. д.
Валеноваць (хорв. Valenovac) — населений пункт у Хорватії, в Осієцько-Баранській жупанії у складі громади Феричанці.

## Населення
Населення за даними перепису 2011 року становило 185 осіб.
Динаміка чисельності населення поселення:

## Клімат
Середня річна температура становить 10,84 °C, середня максимальна – 24,90 °C, а середня мінімальна – -5,21 °C. Середня річна кількість опадів – 750 мм.
| Клімат поселення                              | Клімат поселення | Клімат поселення | Клімат поселення | Клімат поселення | Клімат поселення | Клімат поселення | Клімат поселення | Клімат поселення | Клімат поселення | Клімат поселення | Клімат поселення | Клімат поселення | Клімат поселення |
| Показник                                      | Січ.             | Лют.             | Бер.             | Квіт.            | Трав.            | Черв.            | Лип.             | Серп.            | Вер.             | Жовт.            | Лист.            | Груд.            |                  |
| Середній максимум, °C                         | 6,90             | 8,03             | 12,54            | 16,78            | 21,80            | 24,90            | 24,22            | 23,84            | 19,80            | 14,60            | 8,91             | 4,87             |                  |
| Середня температура, °C                       | 0,84             | 1,96             | 6,49             | 10,72            | 15,72            | 18,83            | 20,78            | 20,40            | 16,34            | 11,16            | 5,47             | 1,41             |                  |
| Середній мінімум, °C                          | −5,21            | −4,09            | 0,41             | 4,66             | 9,68             | 12,78            | 17,32            | 16,94            | 12,89            | 7,70             | 2,01             | −2,04            |                  |
| Норма опадів, мм                              | 46               | 45               | 45               | 57               | 69               | 96               | 68               | 67               | 56               | 66               | 75               | 60               |                  |
| Середньомісячна швидкість вітру, м/с          | 2.20             | 2.43             | 2.71             | 2.62             | 2.32             | 2.12             | 2.10             | 1.91             | 1.93             | 2.03             | 2.15             | 2.23             |                  |
| Середньомісячна сонячна радіація, кДж/м²·день | 4244             | 6956             | 10852            | 15274            | 19311            | 21259            | 22237            | 20157            | 14852            | 9214             | 4826             | 3612             |                  |
| --------------------------------------------- | ---------------- | ---------------- | ---------------- | ---------------- | ---------------- | ---------------- | ---------------- | ---------------- | ---------------- | ---------------- | ---------------- | ---------------- | ---------------- |
| Джерело:                                      |                  |                  |                  |                  |                  |                  |                  |                  |                  |                  |                  |                  |                  |